# Gimbrède
 Gimbrède  (en occitano Gimbreda) es una población y comuna francesa, ubicada en la región de Mediodía-Pirineos, departamento de Gers, en el distrito de Condom y cantón de Miradoux.

## Demografía
| 409 | 365 | 315 | 292 | 285 | 287 |
| Para los censos de 1962 a 1999 la población legal corresponde a la población sin duplicidades (Fuente: INSEE [Consultar]) |     |     |     |     |     |